# سبعة دروس موجزة عن الفيزياء
سبعة دروس موجزة عن الفيزياء ( (بالإيطالية: Sette brevi lezioni di fisica)‏ ) هو كتاب صغير للفيزيائي الإيطالي كارلو روفيلي . نُشر الكتاب أصلاً باللغة الإيطالية في عام 2014، وبحلول عام 2021 تُرجم الكتاب إلى 52 لغة. وقد بيع منه أكثر من مليون نسخة، منها أكثر من 400 ألف نسخة في إيطاليا.

## لمحة عامة
يلخص الكتاب اكتشافات فيزياء ما بعد نيوتن - من نظرية النسبية لأينشتاين إلى ميكانيكا الكم - في سبعة دروس موجزة وسهلة الفهم. وقد نُشرت أولاً متسلسلة في إحدى الصحف الإيطالية. يستخدم روفيلي أسلوبًا أدبيًا، فعلى سبيل المثال، يسلط الضوء على عام قضاه أينشتاين بلا هدف على ما يبدو مع التعليق بأن أولئك الذين لا يضيعون الوقت لن يصلوا إلى أي مكان.
فصول الكتاب هي:
1. أجمل النظريات
2. ميكانيكا الكم
3. معمارية الكون
4. الجسيمات الاساسية
5. مكونات الفضاء (الجاذبية الكمومية)
6. الاحتمالية والزمن وحرارة الثقوب السوداء
7. الانسان والفيزياء

## الاستقبال النقدي
حظي كتاب سبعة دروس قصيرة عن الفيزياء بقبول جيد بشكل عام . ووفقاً لـموقع Book Marks ، تلقى الكتاب مراجعات إيجابية بناءً على 7 مراجعات نقدية منها مراجعتان "إطرائية" وثلاث "إيجابية" وواحدة "مختلطة" ومراجعة واحدة "سلبية".